# Gentile da Fabriano
Gentile da Fabriano (in of nabij Fabriano, ca. 1370/1375 – Rome, 1427) was een Italiaanse kunstschilder. Hij was een van de belangrijkste vertegenwoordigers van de Italiaanse tak van de Internationale gotiek. In zijn latere werken combineerde hij deze stijl met de eigentijdse Florentijnse experimenten met perspectief en clair-obscur. Zijn werk, evenals dat van zijn leerling Pisanello, staat daarmee op de grens van gotiek en vroegrenaissance.
Hij werkte in Brescia, Florence, Siena en Rome, waar hij in dienst was van Paus Martinus V. Zijn hoofdwerk is het altaarstuk met De aanbidding der wijzen dat hij in 1423 voor de bankier Palla Strozzi schilderde voor de Strozzikapel in de Santa Trinita. Daarbij moet worden aangetekend dat hij in zijn eigen tijd vooral geprezen werd om zijn frescocycli die grotendeels verloren zijn gegaan. In de dom van Orvieto bevindt zich nog een fragment van een fresco met de Madonna.

## Levensloop

### Jeugd en opleiding
Gentile da Fabriano werd geboren rond 1375 in een welgestelde familie van ambachtslieden en handelaren in of nabij Fabriano. In 1385 overleed zijn moeder, waarna zijn vader het klooster in ging. Daarna moet hij zijn geboortestreek Le Marches in ieder geval voor enige tijd hebben verlaten, want uit zijn vroege werken valt af te leiden dat hij een opleiding tot schilder en goudsmid heeft genoten in Lombardije, in de streek van Milaan en Pavia. Chiavello Chiavelli, de heer van Fabriano, fungeerde al vroeg als mentor en mecenas van Gentile. Later schilderde hij voor hem het polyptiek voor de hermitage Valle Romita. Waarschijnlijk heeft Chiavelli de jonge schilder geïntroduceerd aan het hof van de Milanese despoot Gian Galeazzo Visconti, met wie Chiavelli nauwe contacten onderhield als tegenwicht voor de groeiende macht van Florence. Daar onderging hij de invloed van kunstenaars als Giovannino de' Grassi, Visconti's hofschilder, en Michelino da Bessozzo. Een getekend portret van Visconti wordt aan Gentile toegeschreven.

### Venetië
Na de dood van Visconti in 1402 ging Gentile – waarschijnlijk opnieuw in het gezelschap van Chiavello Chiavelli – naar Venetië. Wanneer precies is niet bekend, maar het staat vast dat Gentile in elk geval vanaf 1408 in Venetië actief was. Uit dat jaar stamt het vroegste document waarin hij als kunstenaar wordt vermeld. Volgens het document van 27 juli 1408 betaalde Francesco Amadi, een Venetiaanse verzamelaar, voor een paneel "de depinzer Maistro Zentil"  de som van 27 lire en 10 lirecent.
De belangrijkste opdracht die Gentile in Venetië uitvoerde, was de frescocyclus in de vergaderzaal van de Maggior Consiglio in het Dogepaleis. Hij werd hierbij waarschijnlijk geassisteerd door onder anderen de jonge Pisanello.

### Brescia
In 1414-1419 was hij in Brescia om in opdracht van Pandolfo Malatesta fresco's te schilderen in een kapel van de broletto (burgerzaal of raadhuis), de zogeheten "Cappella di Pandolfo". Tijdens de restauratie van de broletto (de huidige prefectuur) in 1985 werden enkele fragmenten van de fresco's ontdekt die aan Gentile werden toegeschreven. Verder maakte hij twee altaarstukken (anconi) voor Carlo I Malatesta.

### Florence
Hierna vestigde Gentile zich in Florence. Gentile is vanaf 6 augustus 1420 gedocumenteerd in Florence in verband met de huur van het huis waar hij in de volgende jaren zijn bekendste werken schilderde: De aanbidding der wijzen (1423) voor Palla Strozzi en het Quaratesi-retabel (1425). Hij schiep een eigen combinatie van enerzijds de Lombardische en Siënese tradities waarin hij was opgeleid, en anderzijds de nieuwe Florentijnse experimenten met dieptewerking en perspectief.

### Siena en Orvieto

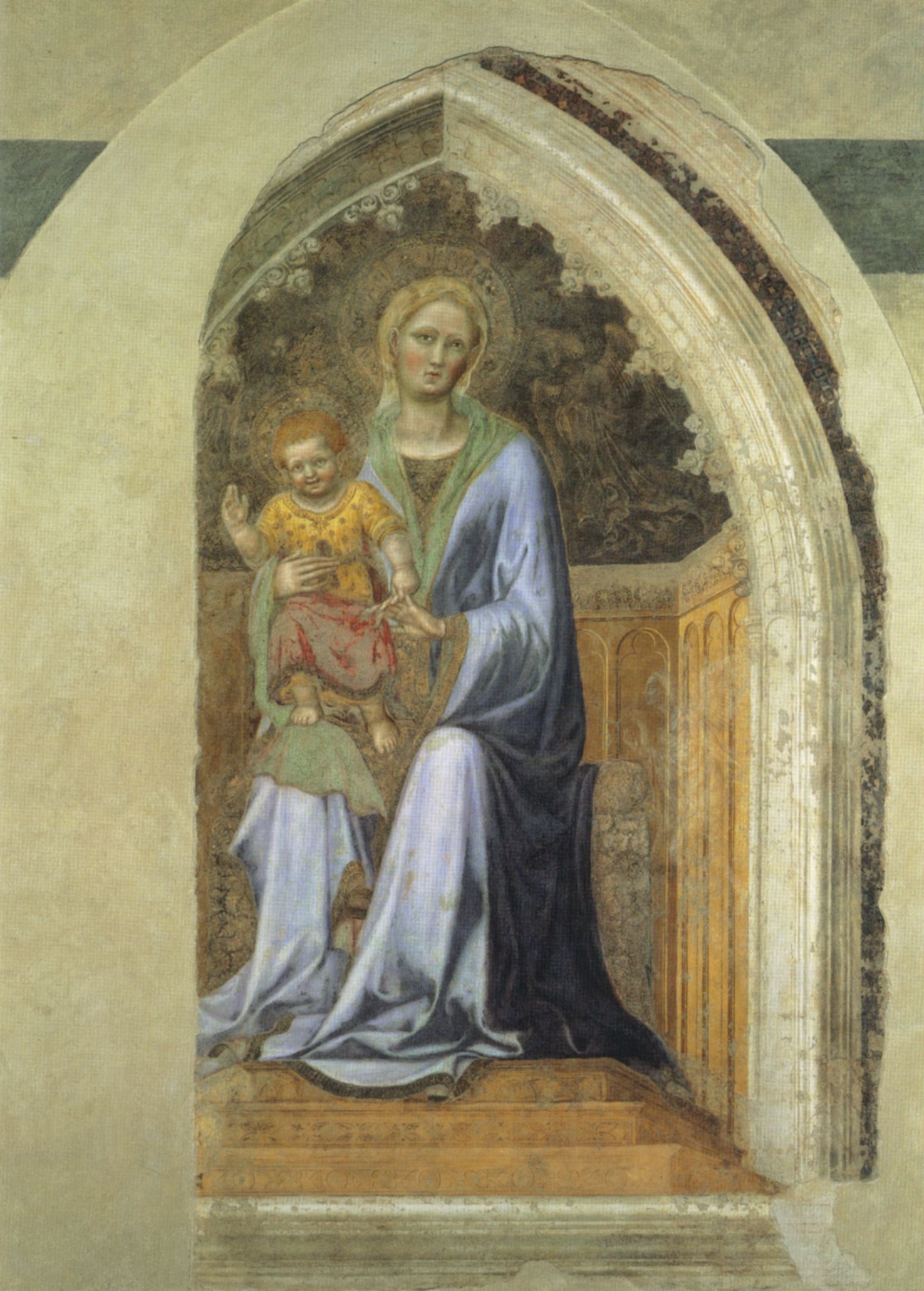
Gentile da Fabriano, Madonna met engelen, 1425, fresco, Kathedraal van Orvieto

Sigismondo Tizio schrijft in zijn Historiae Senenses dat Gentile in Siena een Maria en Kind met Johannes de Doper, Petrus, Paulus en Sint-Christoffel heeft geschilderd op de gevel van het Palazzo dei Notai. Deze Madonna is verloren gegaan. Het is niet bekend of het een muurschildering of een paneel betrof.
In het archief van de kathedraal van Orvieto bevinden zich betalingen aan Gentile di Fabriano voor fresco's, die hij in 1425 maakte en waarvan een fragment met een Madonna is herontdekt tijdens een restauratie. Opmerkelijk aan dit werk zijn de transparante engelen die om de troon van Maria zweven. Gentile was een van de eersten die op een dergelijke manier engelen uitbeeldde als onstoffelijke wezens van licht.

### Rome
Na een kort verblijf in Siena in oktober 1426 om de Madonna dei Notai te voltooien reisde Gentile naar Rome om in dienst te treden van paus Martinus V. De paus had hem al in 1419 verzocht om naar Rome te komen, maar het zou nog zeven jaar duren voordat hij daar aan de slag ging. Zijn belangrijkste opdracht was de frescocyclus in de San Giovanni in Laterano, waarvan vrijwel niets bewaard is gebleven. Het vroegste document dat hiermee verband houdt, stamt uit januari 1427, maar Gentile had al acht jaar eerder aan paus Martinus V beloofd voor hem te komen werken. Na de dood van Gentile nam Pisanello de opdracht over, maar ook hij wist de fresco's niet te voltooien.

## Waardering
In 15e eeuw werd Gentile da Fabriano gezien als een van de beste schilders van zijn tijd. Van de humanist Bartolomeo Fazio (Bartholomaeus Facius) verscheen in 1456 De viris illustribus, een exponent van een genre waarin beroemde personen (in dit geval mannen) werden besproken als navolgbare voorbeelden. Het hoofdstuk over kunstenaars behandelt de schilders Gentile da Fabriano, Pisanello, Rogier van der Weyden en Jan van Eyck en de beeldhouwers Donatello en vader en zoon Ghiberti. Fazio vermeldt dat de bustes van de profeten op de fresco's in Rome zo realistisch waren geschilderd dat ze van marmer leken te zijn. 
In de 16e eeuw werd de herinnering aan Gentile geleidelijk verdrongen door die van de pioniers van de renaissance. Vasari behandelt hem kort als een tijdgenoot van Pisanello. Hij prijst de kwaliteit van zijn werk, maar binnen de historische ontwikkeling van de toenmalige moderne kunst die Vasari schetste vanaf Giotto via Masaccio naar Michelangelo, was voor Gentile geen plaats. Hij vermeldt wel dat de "goddelijke Michelangelo" zijn werk hoogachtte en dat hij over Gentile gezegd had dat zijn schilderwerk overeenkwam met zijn naam ("gracieus").
Veel 19e- en 20e-eeuwse kunsthistorici beschouwden Gentile da Fabriano als een relatief oninteressante kunstenaar en zagen hem en Pisanello als de laatste vertegenwoordigers van de Italiaanse hoofse, gotische stijl, die vrijwel meteen in de schaduw verdwenen toen de geniale Masaccio de renaissance inluidde. Michelangelo zou zijn opmerking waarmee hij Gentile met een woordspeling prees, sarcastisch bedoeld hebben. Latere kunsthistorici hebben laten zien dat Gentile een belangrijke overgangsfiguur was die aan het eind van zijn carrière volop experimenteerde met perspectief, lichtval, clair-obscur en slagschaduwen en daarmee evengoed als de veel jongere Masaccio een wegbereider van de renaissance was, zonder de decoratieve kant van de gotische traditie op te geven.

## Oeuvrelijst
- Madonna met de heiligen Franciscus en Clara, ca. 1390-1395, paneel, Pinacoteca Malaspina, Pavia
- Madonna met de heiligen Nicolaas van Bari, Catharina van Alexandrië en een schenker, ca. 1395-1400, paneel, Gemäldegalerie, Berlijn
- Tronende Madonna met musicerende engelen, ca. 1400-1410, paneel, Galleria nazionale dell'Umbria, Perugia
- Maria met Kind, ca. 1400-1405, paneel, Pinacoteca nazionale di Ferrara, Ferrara
- Fragmenten van het Sandei-retabel, ca. 1410-1412, paneel:
  - Madonna Davis, Metropolitan Museum of Art, New York
  - De apostelen Jacobus de Meerdere en Petrus, Settignano (Florence), Villa I Tatti, Collectie Bernard Berenson
- Retabel van Valle Romita (gedeeltelijke reconstructie + Kruisiging), ca. 1410-1412, paneel, Pinacoteca di Brera, Milaan
- Tronende Madonna met twee engelen, ca. 1410-1415, paneel, Philbrook Museum of Art, Tulsa
- Fresco's in het palazzo Trinci, Foligno, ca. 1411-1412 (uitgevoerd door ateliermedewerkers):
- Processiestandaard, ca. 1420, tempera en goud op paneel:
  - voorzijde: Kroning van Maria, J. Paul Getty Museum, Los Angeles
  - achterzijde: Sint-Franciscus ontvangt de stigmata, Fondazione Magnani-Rocca, Mamiano di Traversetolo (Parma)
- Aanbidding van het Christuskind, ca. 1420-1421, paneel, J. Paul Getty Museum, Los Angeles
- Maria met Kind, ca. 1420-1423, paneel, National Gallery of Art, Washington
- Intercessie-retabel, ca. 1420-1423, paneel, San Niccolò Oltrarno, Florence
- Madonna van nederigheid, ca. 1420-1423, paneel, Museo nazionale di San Matteo, Pisa
- Aanbidding van de wijzen of Strozzi-retabel, 1423, paneel, Uffizi, Florence
  - Verwijderd paneel: Presentatie van Jezus in de tempel, 1423, Louvre, Parijs
- Maria met Kind (fragment), ca. 1423-1425, paneel, Settignano (Florence), Villa I Tatti, Collectie Bernard Berenson
- Tronende Madonna met de heiligen Laurentius en Hiëronymus, ca. 1423-1425, paneel, Frick Collection, New York
- Annunciatie, ca. 1423-1425, paneel, Vaticaanse Pinacotheek, Rome
- Steniging van de heilige Stefanus, ca. 1423-1427, paneel, Kunsthistorisches Museum, Wenen
- Maria met Kind, ca. 1424, Yale University Art Gallery, New Haven
- Quaratesi-retabel, 1425, panelen verspreid over collecties in Londen, Florence, Rome en Washington
- Madonna met engelen of Madonna van Orvieto, 1425, fresco, Orvieto, Kathedraal van Orvieto
- Madonna met twee engelen of Madonna van Velletri, ca. 1426-1427, paneel, Museo diocesano, Velletri